# Bhaktapur (dystrykt)

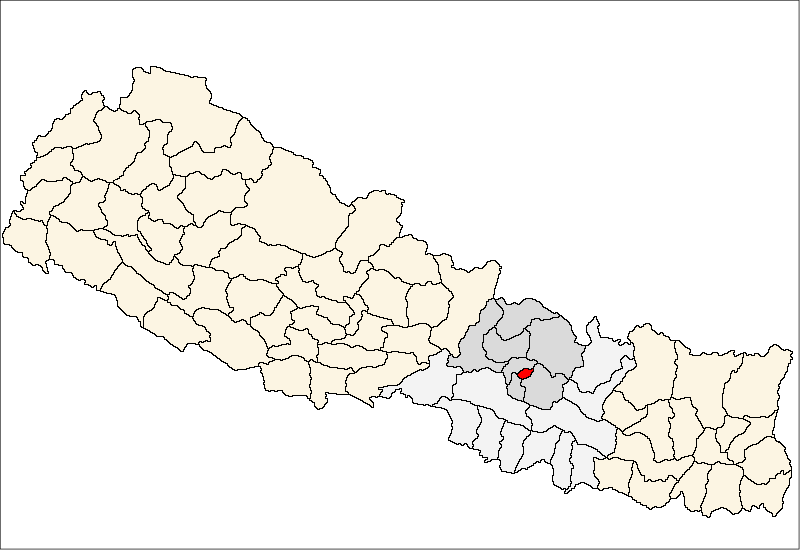
Dystrykt Bhaktapur

Dystrykt Bhaktapur (nep. भक्तपुर) – jeden z siedemdziesięciu pięciu dystryktów Nepalu. Leży w strefie Bagmati. Dystrykt ten zajmuje powierzchnię 119 km², w 2001 r. zamieszkiwało go 225 461 ludzi. Stolicą jest Bhaktapur.